# Gordana Perkučin
Gordana Perkučin, född 7 maj 1962 i Novi Kneževac, Jugoslavien, är en jugoslavisk-amerikansk bordtennisspelare som tog OS-brons i damdubbel i Seoul år 1988 tillsammans med Jasna Fazlić. I olympiaden efter denna medalj tävlade hon som oberoende deltagare.